# Sœurs de la Sainte Famille de la Nouvelle-Orléans
Les Sœurs de la Sainte Famille de la Nouvelle-Orléans (en latin : Congregatio Sororum a Sacra Familia) sont une congrégation religieuse féminine de droit pontifical.

## Histoire
En 1825, Marie-Jeanne Aliquot, religieuse ursuline, est sauvée de la noyade par un esclave noir, ce qui la décide à se consacrer à l'éducation des enfants de descendants afro-américains. Son projet n'étant pas été accepté par sa congrégation, Jeanne ouvre sa propre école avec deux collaboratrices Afro-Américaines : Henriette DeLille (1813-1862) et Juliette Gaudin. 
Henriette prend la tête du groupe et décide de transformer l'association en congrégation religieuse dédiée à cet apostolat. Marie-Jeanne Aliquot ne peut pas en faire partie car elle est une femme blanche française et les lois ségrégationnistes l'interdisent d'intégrer une communauté de femmes noires. Les Religieuses du Sacré-Cœur de Jésus forment Henriette et Juliette à la vie religieuse.
Henriette DeLille fonde la congrégation à la Nouvelle-Orléans le 21 novembre 1842 avec l'approbation de Napoléon-Joseph Perché, archevêque de Nouvelle-Orléans. Elles sont rejointes ensuite par Josephine Charles.
Les trois femmes font des vœux privés le 21 novembre 1852, car l'évêque Antoine Blanc, archevêque de Nouvelle-Orléans, ne permet pas aux femmes Afro-Américaines de faire des vœux publics. Il ne les autorisent pas non plus à porter des habits religieux pour la même raison. En 1876, les sœurs étendent leur apostolat à l'assistance des orphelins. L'institut reçoit le décret de louange le 9 décembre 1952.

## Activités et diffusion
Les sœurs se consacrent à diverses formes d'apostolat, notamment en faveur de la population afro-américaines.
Elles sont surtout présentes en Louisiane avec la maison-mère à la Nouvelle-Orléans.
En 2017, la congrégation comptait 89 sœurs dans 13 maisons.